# 栗林公園北口站
栗林公園北口站（日语：／ Ritsurin-kōen-kitaguchi eki */?）是一位於日本香川縣高松市中野町，隸屬於四國旅客鐵道（JR四國）的鐵路車站。車站編號為T26，本站只停靠普通列車。車站沿高架橋上興建，月台則依靠並緊貼稻荷山的山坡而建成，由於並非透過削斜的方法來建成月台，因此定義上屬高架車站。
相比高松琴平電氣鐵道的栗林公園站，本站雖只稱為「栗林公園北口」，但和公園的距離卻比從栗林公園站前往為近，車站和公園北口相距只是300公尺的距離，徒步3-5分鐘即可，另外位處稻荷山的神社「稻荷大明神」比栗林公園更近，神社入口正好在車站入口旁邊。
本站不論是漢字、假名拼音以及以羅馬拼音字母，均是JR四國車站中站名最長的。

## 車站結構

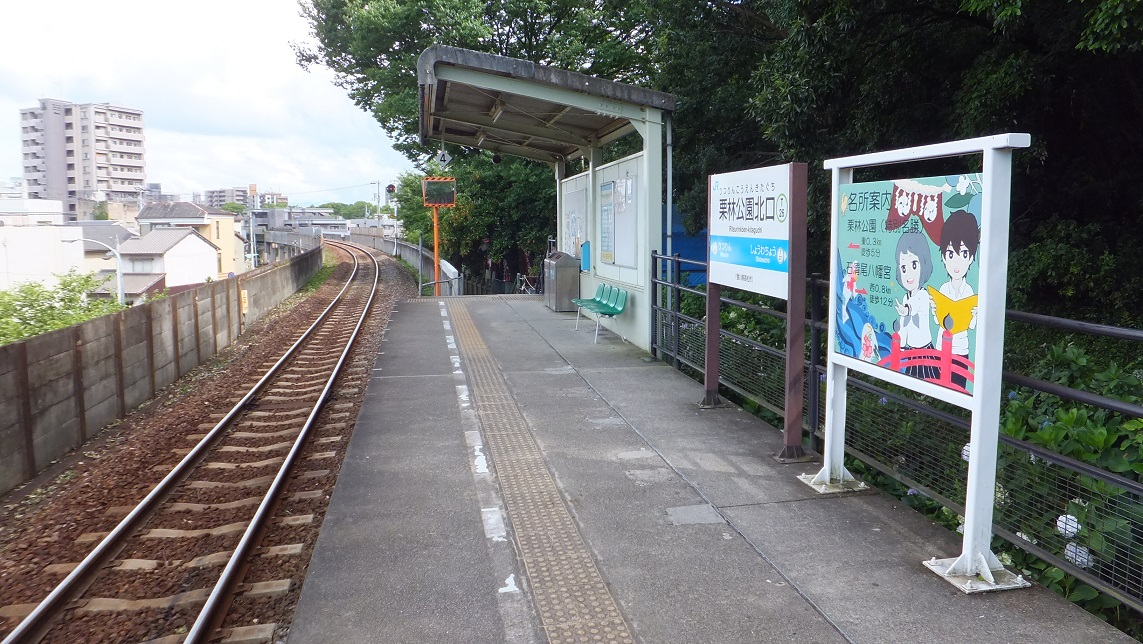
車站月台（2015年7月）

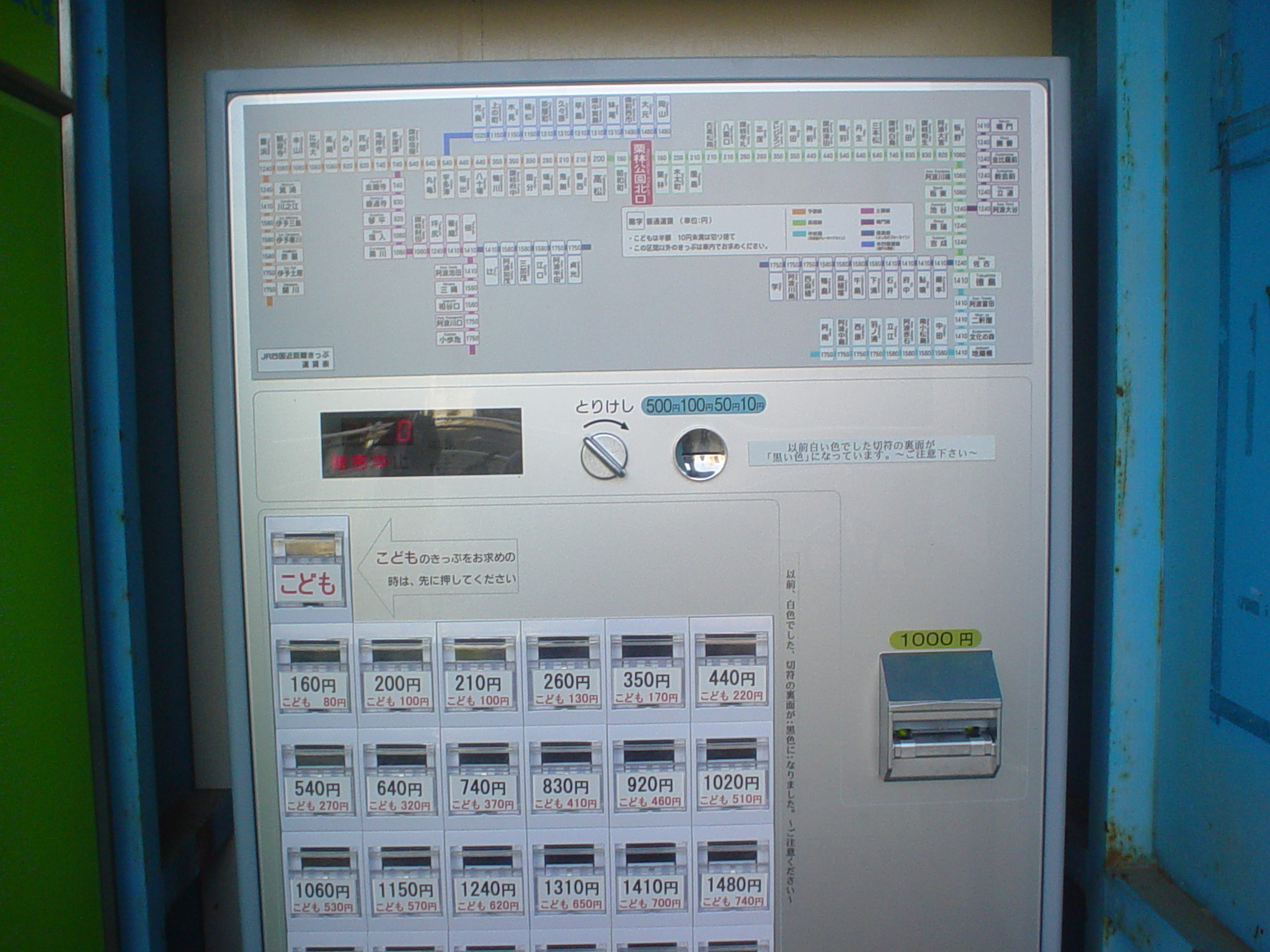
設於本站的自動售票機。

本站為簡易車站，因此並不設有站舍，也不像其他偏遠的簡易車站，設有附儲物室及洗手間的綜合式候車亭，只是在月台上設置座位的簡易有蓋候車亭，並在車站入口處設置自動售票機。和昭和町站相同，本站雖然是無人站，但在朝早繁忙時間，會有由高松站調派過來的職員協助車站秩序事宜。
設有側式月台1座，月台和車站出入口只有樓梯連接，並沒有設置任何的無障礙設備，位處月台末端向栗林站方向。列車不能在此交換。有效長度為5輛。停靠時，往高松方向為左側上落；往栗林站及德島方向則右側上落。

### 月台配置
| 路線    | 方向 | 目的地               |
| ------- | ---- | -------------------- |
| ■高德線 | 下行 | 德島、阿南、牟岐方向 |
| ■高德線 | 上行 | 高松方向             |

## 歷史
- 1986年11月1日：開業。
- 1987年4月1日：日本國鐵分割民營化，車站的營運由JR四國繼承。
- 2020年3月：將增設對應ICOCA及其他日本全國互相通用IC卡的簡易讀寫器[4]。

## 歷年乘車人數
- 474人（2008年度）
- 454人（2009年度）

## 相鄰車站
四國旅客鐵道（JR四國）
■高德線
昭和町（T27）－栗林公園北口（T26）－栗林（T25）